# Olympic Mountains
Die Olympic Mountains sind ein Gebirge auf der Olympic-Halbinsel im westlichen Teil des Bundesstaates Washington im Pazifischen Nordwesten der Vereinigten Staaten. Als südliche Grenze der Berge gilt der Chehalis River, südlich schließen sich die Willapa Hills an.
Die höchste Erhebung ist der Mount Olympus mit 2428 m. Der größte Teil des Gebirgszuges gehört zum Olympic-Nationalpark. Das Gebirge weist zahlreiche Schneefelder und Gletscher auf, deren Untergrenze eine Höhe von 1500 m haben.
Der erste Europäer, der die Olympic Mountains zu Gesicht bekam, war der Spanier Juan José Pérez Hernández im Jahre 1774, der ihn „Sierra Nevada de Santa Rosalia“ nannte. Der Brite John Meares nannte ihn 1788 „Mount Olympus“ nach dem griechischen Gebirge Olymp.
Bedeutende Berge des Gebirges sind:
- Mount Olympus mit acht Gletschern (2428 m)
- Mount Constance (2360 m)
- Mount Anderson (2231 m), von dem Gewässer entspringen, die in den Pazifik, in die Juan-de-Fuca-Straße und in den Hood Canal münden
- The Brothers, Doppelgipfel (Südgipfel: 2092 m)

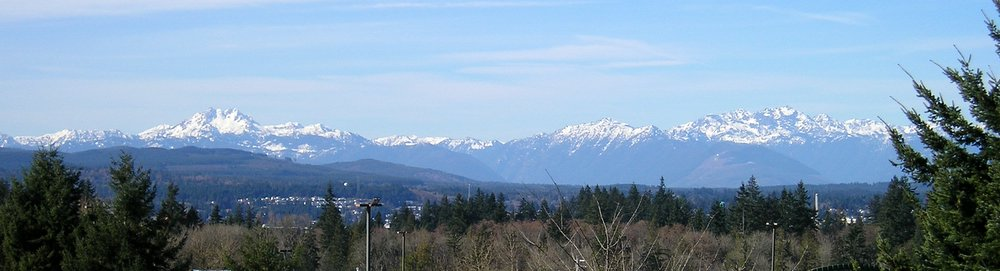
Olympic Mountains von Osten her gesehen (Die „Brothers“ mit ihrer Doppelspitze sind links zu sehen, rechts der Mount Constance)

- Mount Deception (2374 m)